# Pierre Popelin
Pour les articles homonymes, voir Popelin.
Pas d'image ? Cliquez ici

a Compétitions nationales et continentales officielles uniquement.

b Matchs officiels uniquement.
Dernière mise à jour le 11 septembre 2021.
Pierre Popelin, né le 23 juin 1995 à Tours (Indre-et-Loire), est un joueur français de rugby à XV et à sept. Il joue au poste d'arrière ou de demi d'ouverture au Castres olympique.

## Biographie
Né à Tours, Pierre Popelin commence le rugby à XV à l'US Tours puis il intègre le centre de formation de l'Atlantique stade rochelais,,,.
En 2018, il signe un contrat d'une saison avec le RC Vannes,,. L'année suivante, il signe une prolongation de contrat de trois ans avec le club,,.
En 2021, après une saison exceptionnelle avec le RC Vannes où ils ont terminé 2e sur la phase régulière, Pierre Popelin réalise encore une superbe performance en demi-finale contre le Biarritz olympique, mais blessé, il sort avant le terme du match. À l'issue de la saison, il rejoint son ancien club, le Stade rochelais.
En manque de temps de jeu à La Rochelle, barré par la concurrence d'Antoine Hastoy, il s'engage au Castres olympique à partir de la saison 2023-2024 afin de pallier le départ de Benjamín Urdapilleta à Clermont.